# Azlaf
Azlaf (en tifinagh : ⴰⵣⵍⴰⴼ)  est une commune rurale de la province de Driouch, au sein du caïdat de Ait Touzine, dans le cercle du Rif, dans la région de l’Oriental, au Maroc.  

## Géographie
Elle est limitée par :
- Au nord : les communes de Midar et Ifrane,
- À l’ouest : la commune de Tsaft, toutes rattachées à la tribu des Aït Touzine,
- Au sud : la province de Taza, plus précisément la commune de Sidi Ali Bourkba, affiliée à la tribu rifaine des Akznaya,
- À l’est : la commune de Driouch, rattachée à la tribu rifaine des Mtalssa.

Le centre de la commune d’Azlaf se trouve dans la localité de Tlata Azlaf.

## Démographie
La population de la commune était d’environ 5 337 habitants selon le recensement de 2004.